# 邱志偉
邱 志偉（きゅう しい、チウ ジーウェイ、1972年〈民国61年〉7月24日 - ）は、中華民国（台湾）の政治家。民主進歩党所属の立法委員。
邱志偉の妻は千葉県出身の日本人で、2003年に結婚した。

## 経歴
2007年から高雄県民政局長を務め、2010年に高雄県が高雄市に合併された際も引き続き高雄市民政局長を務めた。
2011年3月21日、翌年の第8回立法委員選挙を目指し民政局長を辞職、同年4月15日、民進党から高雄市第二選挙区で立候補するようスカウトされた。選挙の結果、立法委員を4期務めた国民党のベテラン議員である林益世を破り当選した。
2016年の第9回立法委員選挙では11万票以上、60%を超える得票率で再選、2020年の第10回立法委員選挙でも12万票以上の60％を超える得票率で再選された。
2024年の第11回立法委員選挙でも、国民党候補を破り、再選に成功した。

## 選挙記録
| 年度 | 選挙                   | 選挙区                 | 所属政党   | 得票数    | 得票率 | 当選 | 注釈 |
| ---- | ---------------------- | ---------------------- | ---------- | --------- | ------ | ---- | ---- |
| 2005 | 任務型国民大会代表選挙 | 任務型国民大会代表選挙 | 民主進歩党 | 1,647,791 | 42.52% |      |      |
| 2012 | 第8回立法委員選挙      | 高雄市第二選挙区       | 民主進歩党 | 96,818    | 50.42% |      |      |
| 2016 | 第9回立法委員選挙      | 高雄市第二選挙区       | 民主進歩党 | 110,819   | 63.24% |      |      |
| 2020 | 第10回立法委員選挙     | 高雄市第二選挙区       | 民主進歩党 | 126,469   | 63.17% |      |      |
| 2024 | 第11回立法委員選挙     | 高雄市第二選挙区       | 民主進歩党 | 117,992   | 63.38% |      |      |